# Clas Åke Hedström
Clas Åke Hedström, född 26 juli 1939 i Flen, var styrelseledamot i AB SKF fram till 2009. Han var styrelseledamot i Sandvik AB mellan åren 1994 och 2010, varav som ordförande mellan 2002 och 2010. Hedström var vd och koncernchef i Sandvik AB mellan 1994 och 2002.
Han växte upp i Hälleforsnäs i Södermanlands län.[källa behövs]